# Chamaemyia geniculata
Chamaemyia geniculata är en tvåvingeart som först beskrevs av Johan Wilhelm Zetterstedt 1838.  Chamaemyia geniculata ingår i släktet Chamaemyia och familjen markflugor. Arten är reproducerande i Sverige. Inga underarter finns listade i Catalogue of Life.